# Rhinecanthus cinereus
Rhinecanthus cinereus is een straalvinnige vissensoort uit de familie van trekkervissen (Balistidae). De wetenschappelijke naam van de soort is voor het eerst geldig gepubliceerd in 1788 door Bonnaterre.